# Yoshikazu Kotani
Yoshikazu Kotani (Kotani Yoshikazu (小谷 嘉一?); n. 25 martie 1982, Tokyo⁠(d), Tōkyō, Japonia) este un actor japonez și artist solo din Tokyo. A jucat rolul Takashi Kawamura în mai multe adaptări ale Prince of Tennis, inclusiv musical-uri, Tenimyu și film.